# Wernher II. (Berchtesgaden)
Wernher (auch: Bernhard; † 8. März 1252) war Augustiner-Chorherr und als Wernher II. von 1239 bis 1252 Propst des Klosterstifts Berchtesgaden.
Seit 1239 Stiftspropst von Berchtesgaden profitierte er von dem 1156 ausgestellten „Freiheitsbrief“ des Kaisers Friedrich Barbarossa, der dem Berchtesgadener Klosterstift die Forsthoheit gewährte, sowie von der eigenmächtigen Erweiterung dieser „Goldenen Bulle“ im Jahr 1180 durch seinen Vorgänger Propst Friedrich I. um die Schürffreiheit auf Salz und Metall. Dank der seit 1194 gültigen „Magna Charta der Berchtesgadener Landeshoheit“ vermochte er zudem als Landes- und Gerichtsherr nicht nur die niedere, sondern auch die hohe Gerichtsbarkeit auszuüben. Und seit 1209 war den Berchtesgadener Pröpsten durch Papst Innozenz III. das Recht der freien Jurisdiktion über alle Laien innerhalb des päpstlichen Immunitätsgebietes bestätigt worden. Das Verhandlungsgeschick seines drittletzten Vorgängers Friedrich II. konnte zwar nicht verhindern, dass die Domherren ab 1211 zu beiden Seiten der Berchtesgadener Ache bis Schellenberg Holz zum Salzsieden schlagen durften, doch immerhin wurden die Eigentumsrechte insofern gewahrt, als das Salzburger Domkapitel dafür jährlich zwei Goldstücke, der Erzbischof selbst ein Talent an das Stift Berchtesgaden zu entrichten hatten.